# 阿卜杜勒-卡迪尔·塔利卜·奥马尔
阿卜杜勒-卡迪尔·塔利卜·奥马尔（阿拉伯语：عبد القادر طالب عمر；1951年—），萨基亚埃尔阿姆拉和黄金河人民解放阵线（简称「西撒人阵」或「波利萨里奥阵线」）成員，曾為撒拉威阿拉伯民主共和國（西撒哈拉）流亡政府官員及總理。2018年3月起担任阿拉伯撒哈拉民主共和国驻阿尔及利亚大使。
1. ↑  . www.spsrasd.info. 17 March 2018. （原始内容存档于19 March 2018） （英语）.
2. ↑  . Sahara Press Service. 27 November 2016  [27 November 2016]. （原始内容存档于27 November 2016）.